# Just Girls
Just Girls é um girl group português constituído por: Diana Monteiro, Ana Maria Velez, Helga Posser e Kiara Timas. São, tal como os D'ZRT e os 4 Taste, um projeto começado na Série Morangos com Açúcar da TVI, onde participaram na 5ª e 6ª temporada. Na série Morangos com Açúcar interpretavam as personagens Carolina, Anabela, Xana e Alice.

## História
Estrearam-se com um álbum homónimo, Just Girls, editado no dia 26 de Novembro de 2007 e que conquistou quatro platinas e figurou como disco mais vendido durante várias semanas. Este álbum continha êxitos como: "Não Te Deixes Vencer"; "Bye, Bye"; "O Jogo Já Começou" e a "Vida Te Espera". Os elementos do grupo deram voz ás personages Musa, Flora, Tecna e Layla na versão portuguesa do filme Winx - o Segredo do Reino Perdido de 2008.

No dia 30 de Junho de 2008 lançaram o DVD musical Canta e Dança com Elas, conquistando mais quatro platinas, que se estreou no top de vendas na semana 28 do ano de 2008. A 24 de Novembro de 2008, as Just Girls, lançaram o álbum Play Me. Este álbum continha o sucesso "Ser Radical". Permaneceu no top de vendas durante várias semanas e atingiu o 2º lugar. Este álbum conquistou duas platinas. Ainda em 2008 receberam uma estrela em sua homenagem no Muro da Fama - Nirvana Studios. A 19 de Julho de 2009, as Just Girls lançaram o DVD, Ao vivo no Campo Pequeno, cuja gravação foi realizada em Março num concerto especial. Chegou a ser por várias semanas 1º lugar conquistando uma platina e foi um dos DVDs mais vendidos do ano. A 25 de Maio de 2010, apareceu o álbum Pop Stars que não passou da 12º Posição. A 19 de Novembro desse ano lançaram a compilação Bye Bye. A 8 de junho de 2024 as Just Girls fizeram o seu regresso aos palcos no concerto especial Morangos com Açúcar: A Reunião no Passeio no Marítimo de Algés.

## Discografia

### Álbuns
| Álbum                              | Dados |
| ---------------------------------- | --- |
| Just Girls                         | Data de lançamento: 26 de Novembro de 2007 Top posição: 1ª (Top 30 álbuns de Portugal) Certificado: Quatro discos de platina (90.000+ unidades vendidas); Existe uma edição Especial Limitada |
| Play me                            | Data de lançamento: 24 de Novembro de 2008 Top posição: 2ª (Top 30 álbuns de Portugal) Certificado: Dois discos de platina (40.000+ unidades vendidas)                                        |
| Pop Stars                          | Data de lançamento: 25 de Maio de 2010 Top posição: 12ª (Top 30 álbuns de Portugal) |
| Bye, Bye (O melhor das Just Girls) | Data de lançamento: 19 de Novembro de 2010 Edição CD+DVD |

### DVDs
| Nome                                | Dados |
| ----------------------------------- | --- |
| Canta e Dança com Elas              | Data de lançamento: 30 de Junho de 2008 Top posição: 1ª (Top 10 DVDs de Portugal) Certificado: 4 discos de platina                         |
| Just Girls Ao Vivo No Campo Pequeno | Data de lançamento: 19 de Julho de 2009 Top posição: 1ª (Top 10 DVDs de Portugal) Certificado: Um disco de platina; Edição Especial CD+DVD |